# Louis de Funès
Louis Germain David de Funès de Galarza (31 tháng 7 năm 1914 - 27 tháng 1 năm 1983), nổi tiếng với tên Louis de Funès (phát âm: Lu-i đờ Fuy-nex) là một diễn viên, biên kịch và đạo diễn nổi tiếng của điện ảnh Pháp. Với hơn 100 bộ phim đã đóng trong sự nghiệp, Louis de Funès được biết đến nhiều nhất là qua các vai hài đặc sắc như thanh tra Paul Juve trong loạt phim Fantômas của đạo diễn André Hunebelle hay vai cảnh sát trưởng Ludovic Cruchot trong loạt phim "cảnh sát" (Gendarme) của đạo diễn Jean Girault. Ông là diễn viên ăn khách nhất của điện ảnh Pháp thập niên 1960 và 1970 khi các bộ phim có Funès tham gia đã thu hút tới hơn 150 triệu lượt khán giả chỉ trong hai thập niên này.

## Tiểu sử
Louis de Funès sinh ngày 31 tháng 7 năm 1914 tại Courbevoie, ông là con thứ 3 của ông Carlos Luis de Funès de Galarza (1871-1934) và bà Léonor Soto Reguera (1879-1957) vốn là một cặp vợ chồng người Tây Ban Nha di cư đến Pháp năm 1904.
Ông Carlos vốn là một luật sư ở quê hương nhưng khi lưu vong ở Pháp ông phải hành nghề buôn bán ngọc trai, đồ trang sức và ít khi gần gũi với con vì tính cách có phần lập dị của mình. Người truyền cho Louis tình yêu nghệ thuật là bà Léonor, bà cũng là người dạy Louis de Funès những bài học piano vỡ lòng khi cậu bé mới lên 5.
Năm 16 tuổi, sau khi học xong cấp II, Louis de Funès nghe theo lời khuyên của anh trai vào học tại trường dạy nghề thuộc da École Professionnelle de la Fourrure nhưng chưa kịp tốt nghiệp đã bị đuổi học vì hay chọc phá. Sau khi làm nhiều nghề khác nhau nhưng đều bị sớm cho thôi việc vì thiếu tính kỷ luật, năm 1932 Louis de Funès được gia đình gửi vào học nghề điện ảnh tại trường École Technique de Photographie et de Cinéma (ETPC - Trường điện ảnh và kỹ thuật điện ảnh, nay là École Nationale Supérieure Louis Lumière). Trong số các bạn học của ông tại ETPC có Henri Decaë, người sau này đã quay rất nhiều phim có sự tham gia của de Funès. Nhưng ngay cả lần này de Funès cũng lại bị đuổi học chỉ sau một thời gian vì vô ý gây hỏa hoạn.
Sau đó Louis de Funès liên tục thay đổi nhiều công việc khác nhau, từ bán hàng đến nhân viên kế toán nhưng đều chỉ làm được một thời gian thì bị sa thải. Năm 1936, ông cưới người vợ đầu tiên Germaine Louise Élodie Carroyer. Hai người có một đứa con trước khi ly dị năm 1942.

## Sự nghiệp

### Khởi đầu
Năm 1942, khi đã 28 tuổi, Louis de Funès quyết định trở thành một diễn viên và thi đỗ vào khóa học diễn xuất nổi tiếng Cours Simon ở Paris sau khi diễn một trích đoạn trong vở Les Fourberies de Scapin của Molière. Bên canh những vai diễn nhỏ trên sân khấu, de Funès còn kiếm sống bằng việc trình diễn piano. Năm 1943 ông lập gia đình lần thứ hai với bà Jeanne Augustine Barthélemy. Hai người sống với nhau đến khi de Funès qua đời, họ có hai người con là Patrick (sinh năm 1944) và Olivier (sinh năm 1949, sau này cũng đóng phim và kịch cùng bố).
Năm 1945, Louis de Funès có vai diễn điện ảnh đầu tiên trong bộ phim La Tentation de Barbizon của Jean Stelli. Sau vai diễn nhỏ đầu tiên này là hàng loạt các vai diễn không thoại hoặc vai diễn quần chúng khác, thậm chí trong bộ phim Du Guesclin (1948), Louis de Funès còn tham gia một lúc vài vai phụ.

### Diễn viên triển vọng
Từ đầu thập niên 1950, Sacha Guitry giao cho de Funès các vai nhỏ trong nhiều bộ phim, đáng chú ý có La Poison (1951), Je l'ai été trois fois (19521952), Si Paris nous était conté (1955) và nhất là La Vie d'un honnête homme (1953). Bộ phim cuối đã mang lại cho Louis chút ít tiếng tăm. Từ năm 1952 Louis de Funès tham gia đoàn diễn viên Les Branquignols của Robert Dhéry. Vai diễn đầu tiên của ông cho Les Branquignols là trong vở tạp kịch Bouboute et Sélection. Năm 1953 Louis tham gia vở Ah ! Les belles bacchantes, vở diễn đã thành công và người ta bắt đầu biết tới de Funès.
Năm 1956, Louis de Funès có vai diễn điện ảnh đáng chú ý đầu tiên trong phim La Traversée de Paris của đạo diễn Claude Autant-Lara. Một năm sau đó vai chính đầu tiên trong sự nghiệp đóng phim đến với Louis khi đạo diễn Maurice Regamey chọn ông cho bộ phim Comme un cheveu sur la soupe. Cũng trong năm 1957 de Funès còn có vai chính khác trong phim Ni vu... Ni connu... của Yves Robert..

### Thành công liên tiếp

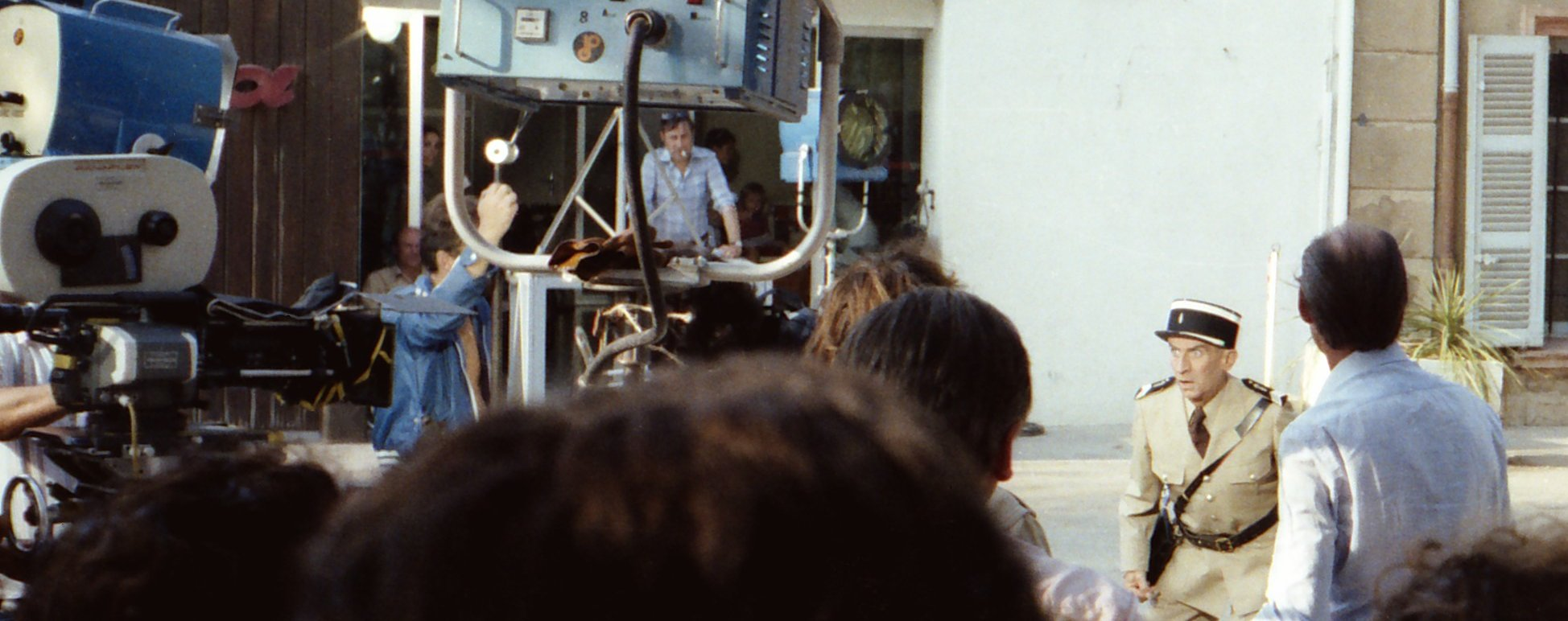
Louis de Funès trong quá trình quay bộ phim Cảnh sát và người ngoài hành tinh

Pouic-Pouic là bộ phim mở đầu cho sự cộng tác thành công giữa Louis de Funès và đạo diễn Jean Girault (Girault đã đạo diễn tới 13 bộ phim có sự góp mặt của de Funès). Năm 1964 hai người thực hiện tác phẩm đầu tiên của loạt phim "cảnh sát" (Gendarme), bộ phim Cảnh sát ở Saint-Tropez (Le Gendarme de Saint-Tropez. Cảnh sát ở Saint-Tropez lập tức thành công và de Funès có bộ phim đầu tiên đứng đầu bảng xếp hạng phim ăn khách. Chỉ hai tháng sau khi hoàn thành bộ phim này, Louis tham gia quay Fantômas cùng ngôi sao Jean Marais và tiếp tục thành công khi Fantômas cũng rất ăn khách. Năm 1967, de Funès và bạn diễn quen thuộc Bourvil cùng tham gia bộ phim La Grande Vadrouille của đạo diễn Gérard Oury. Với 17 triệu lượt người xem, cho đến nay đây vẫn là bộ phim Pháp ăn khách nhất trong lịch sử.

### Quay trở lại sân khấu
Cuối tháng 11 năm 1971 tại Nhà hát Palais-Royal, Louis de Funès quay trở lại sân khấu khi tham gia diễn trong vở Oscar mỗi tối cho đến tận tháng 9 năm 1972. Từ tháng 3 năm 1973 ông tập trung quay bộ phim Les Aventures de Rabbi Jacob và quay trở lại sân khấu ngay sau khi bộ phim công chiếu ngày 18 tháng 10 cùng năm. Vở diễn sân khấu cuối cùng của Louis là La Valse des toréadors của Jean Anouilh. Sau 200 buổi diễn cho vở kịch này, ông về nghỉ tại Lâu đài Clermont nằm ở Le Cellier thuộc vùng Loire-Atlantique. Tại đây ông dành nhiều thời gian làm vườn và tham gia rất ít phim.

### Sức khỏe sa sút

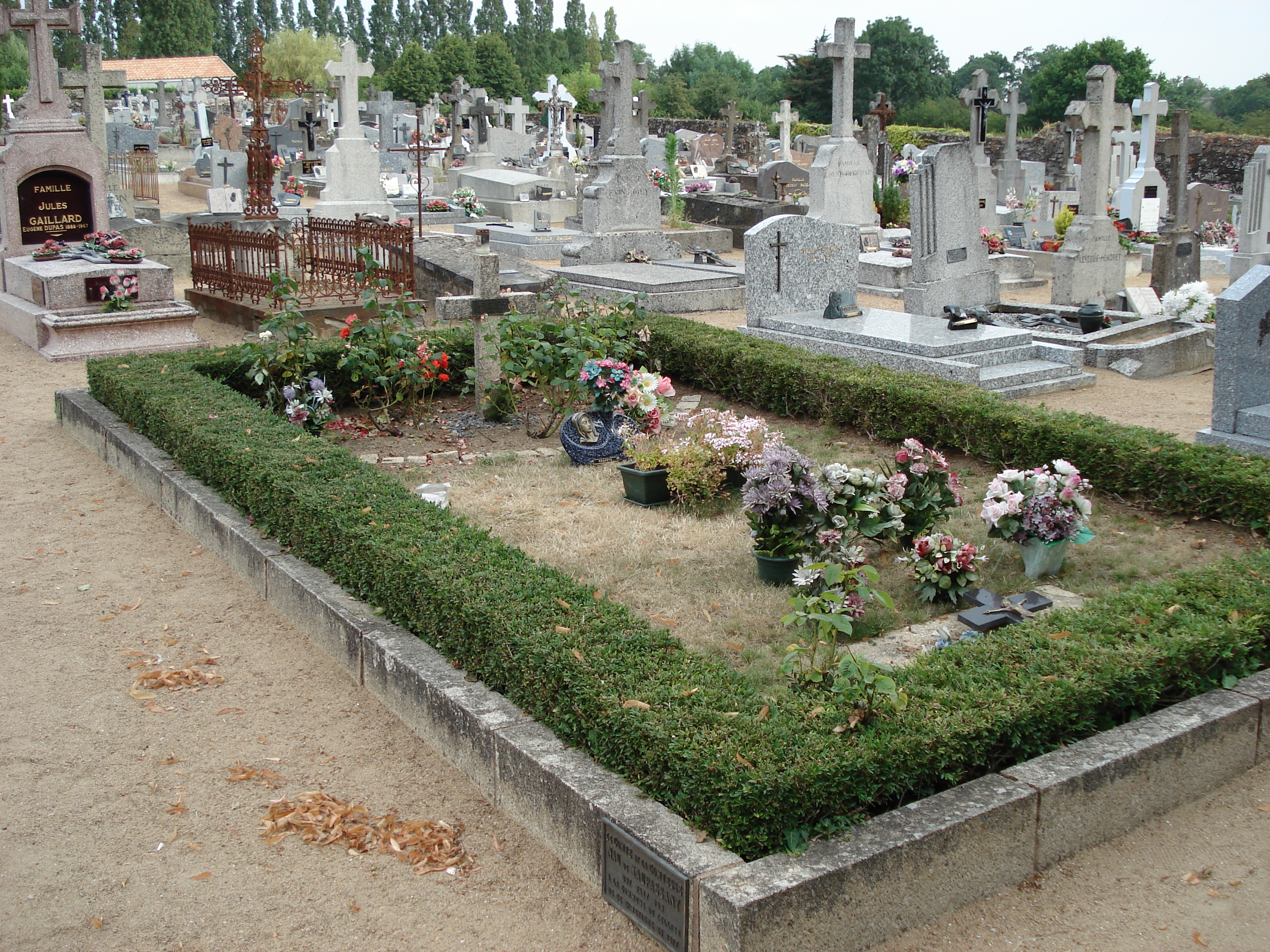
Mộ của Louis de Funès ở Cellier

Tháng 3 năm 1975 Louis de Funès bị nhồi máu cơ tim hai lần liên tiếp và bắt đầu phải giảm cường độ làm việc. Tuy vẫn có những bộ phim hài thành công như La Zizanie (1978) hay Cảnh sát và người ngoài hành tinh (Le Gendarme et les extra-terrestres, 1979) nhưng Louis đã bắt đầu thay đổi phong cách diễn hài dùng nhiều cử chỉ mạnh bạo của ông. Năm 1980 Louis de Funès thực hiện được giấc mơ từ lâu của ông, chuyển thể một tác phẩm của Molière lên màn ảnh, đó là bộ phim Lão hà tiện (L'Avare), tuy vậy tác phẩm này lại không được công chúng đón nhận nồng nhiệt như các bộ phim trước đó của de Funès.
Le Gendarme et les gendarmettes (1982) là bộ phim cuối cùng của Louis de Funès. Ngày 27 tháng 1 năm 1983 ngôi sao lớn của điện ảnh Pháp một lần nữa lên cơn nhồi máu cơ tim và ông đã không qua khỏi lần này. Louis de Funès được chôn cất tại nghĩa trang Le Cellier ngày 29 tháng 1 năm 1983 trong một đám tang trọng thể với sự có mặt của nhiều diễn viên nổi tiếng như Jean Carmet, Michel Galabru, Claude Gensac, Guy Grosso, Michel Modo, Jacques Villeret, Annie Girardot, Christian Marin, Jean Lefebvre, Coluche, Jacques François, Yves Montand, Alice Sapritch, Noëlle Adam, Paul Préboist, Bernard Blier và Jean Marais.

## Diễn xuất

### Kỹ thuật gây hài
Diễn xuất hài hước của Louis de Funès phần lớn nhờ vào khả năng diễn bằng điệu bộ xuất sắc, đặc biệt là những cử chỉ nhăn nhó của khuôn mặt đã trở thành đặc trưng trong diễn xuất của ngôi sao hài này. Ngoài ra ông cũng diễn những đoạn thoại hài hước rất tốt và có khả năng cường điệu hóa cảm xúc vui, buồn, thất vọng, lo sợ,... của nhân vật mà mình hóa thân để tạo ra các pha gây cười. Louis de Funès có biệt tài thể hiện sự giận dữ của nhân vật bằng nhiều cách khác nhau, càu nhàu, rít lên, tát liên hồi vào người khác, khoa chân múa tay,... Các vai diễn của ông cũng thường tạo rất nhiều đất cho de Funès thể hiện khả năng của mình, đó thường là những kẻ đạo đức giả, đáng ghét, độc ác. Vóc dáng bé nhỏ của Louis de Funès (ông cao 1,64m) so với các bạn diễn to lớn như Bourvil, Yves Montand cũng là một lợi thế gây hài khác của diễn viên này.

### Năng khiếu âm nhạc và khiêu vũ
Theo nữ diễn viên và biên đạo múa Colette Brosset thì Louis de Funès có năng khiếu âm nhạc và khiêu vũ bẩm sinh. Ông có thể nhanh chóng nắm bắt các vũ điệu do biên đạo đưa ra cho nhân vật, điển hình là các cảnh khiêu vũ trong Ah ! Les belles bacchantes, Le Grand Restaurant, L'Homme orchestre hay Les Aventures de Rabbi Jacob. Louis de Funès cũng chơi piano trong Je n'aime que toi, Ah ! Les belles bacchantes hay thậm chí là hát trong La grosse valse, Le Petit baigneur và một số phim khác.

### Ngoài lề
- Bộ phim Papy fait de la résistance (1983) của đạo diễn Jean-Marie Poiré được dự định sản xuất để tặng cho chính Louis de Funès với vai chính dành riêng cho ông. Tuy vậy ngôi sao phim hài Pháp đã qua đời trước khi phim được thực hiện vì vậy vai chính của phim phải thay bằng người bạn diễn của de Funès trong loạt phim "cảnh sát" là Michel Galabru. Để tưởng nhớ Louis de Funès, rất nhiều diễn viên thường đóng với ông như Jacqueline Maillan, Jacques Villeret, Jean-Claude Brialy, Jean Carmet, Jacques François và Julien Guiomar đã cùng tham gia diễn xuất trong bộ phim này.
- Sau khi Louis de Funès đã trở nên nổi tiếng, một số bộ phim có sự góp mặt của ông đã được phát hành lại với một cái tên mới. Tháng 1 năm 1969, bộ phim Le Gentleman d'Epsom (1962) của đạo diễn Gilles Grangier được công chiếu với tựa đề Les grands seigneurs[6], bộ phim Certains l'aiment froide (1959) của Jean Bastia thì mang cái tên mới Les râleurs font leur beurre[5].
- Trong cả sự nghiệp của mình, Louis de Funès chỉ đóng cảnh hôn môi một lần duy nhất, đó là nụ hôn với nữ diễn viên Lino Noro trong bộ phim Dortoir des grandes (1953) của đạo diễn Henri Decoin[6].

## Giải thưởng và đánh giá
Giống như các diễn viên hài nổi tiếng khác, Louis de Funès không phải là diễn viên giành được nhiều giải thưởng điện ảnh (vốn thường chỉ dành cho các diễn viên phim chính kịch). Giải thưởng điện ảnh lớn nhất mà de Funès được nhận có lẽ là Giải César danh dự (César d'honneur) năm 1980 cho sự nghiệp cống hiến. Bên cạnh đó ông cũng được trao Huân chương Bắc đẩu Bội tinh (Légion d'honneur) năm 1973.
Một con tem có in hình Louis de Funès đã được Bưu điện Pháp (La Poste) phát hành năm 1998 trong loạt tem kỉ niệm các ngôi sao điện ảnh của nước này. Trong bảng xếp hạng 100 người Pháp vĩ đại nhất mọi thời (100 plus grands français de tous les temps) được đài truyền hình France 2 công bố tháng 3 năm 2005, de Funès đứng thứ 17. Một giống hoa hồng ở Le Cannet-des-Maures thuộc vùng Var đã được đặt theo tên Louis de Funès.

## Kỷ lục gia thu hút khán giả
Louis de Funès là diễn viên ăn khách nhất của điện ảnh Pháp thập niên 1960 và 1970 khi các bộ phim có Funès tham gia đã thu hút tới hơn 150 triệu lượt khán giả chỉ trong hai thập niên này. Từ năm 1964 đến năm 1979 ông có tới 7 phim ăn khách nhất trong năm của ngành công nghiệp phim Pháp (các năm 1964, 1965, 1966, 1967, 1970, 1973 và 1979). Hơn thế vào năm 1967 Louis de Funès còn lập kỷ lục hiếm có khi trong 10 phim ăn khách nhất năm có tới 3 phim của ông, đó là Les Grandes Vacances (thứ 1), Oscar (thứ 2) và Fantômas contre Scotland Yard (thứ 5). Cho đến nay bộ phim La Grande Vadrouille do Louis de Funès thủ vai chính vẫn là bộ phim Pháp ăn khách nhất trong lịch sử điện ảnh nước này.
Dưới đây là danh sách 10 phim ăn khách nhất của Louis de Funès:
| Phim                                                                    | Năm  | Vị trí trong năm | Lượng người xem (triệu người) |
| La Grande Vadrouille                                                    | 1966 | Thứ nhất         | 17,27                         |
| Le Corniaud                                                             | 1965 | Thứ nhất         | 11,74                         |
| Cảnh sát ở Saint-Tropez (Le Gendarme de Saint-Tropez)                   | 1964 | Thứ nhất         | 7,8                           |
| Les Aventures de Rabbi Jacob                                            | 1973 | Thứ nhất         | 7,29                          |
| Les Grandes Vacances                                                    | 1967 | Thứ nhất         | 6,98                          |
| Le Gendarme se marie                                                    | 1968 | Thứ hai          | 6,82                          |
| Cảnh sát và người ngoài hành tinh (Le Gendarme et les extra-terrestres) | 1979 | Thứ nhất         | 6,28                          |
| Oscar                                                                   | 1967 | Thứ hai          | 6,12                          |
| L'Aile ou la cuisse                                                     | 1976 | Thứ hai          | 5,84                          |
| La Folie des grandeurs                                                  | 1971 | Thứ tư           | 5,56                          |

## Phim tham gia
| Năm  | Phim                                                                    | Đạo diễn                                    | Ghi chú                                   |
| 1946 | La Tentation de Barbizon                                                | Jean Stelli                                 |                                           |
| 1947 | Dernier refuge                                                          | Marc Maurette                               |                                           |
| 1947 | Six heures à perdre                                                     | Alex Joffé Jean Lévitte                     |                                           |
| 1947 | Antoine et Antoinette                                                   | Jacques Becker                              |                                           |
| 1947 | Le Château de la dernière chance                                        | Jean-Paul Paulin                            |                                           |
| 1948 | Croisière pour l’inconnu                                                | Pierre Montazel                             |                                           |
| 1949 | Du Guesclin                                                             | Bernard de Latour                           |                                           |
| 1949 | Rendez-vous avec la chance                                              | Emile-Edwin Reinert                         |                                           |
| 1949 | Je n’aime que toi                                                       | Pierre Montazel                             |                                           |
| 1949 | Mission à Tanger                                                        | André Hunebelle                             |                                           |
| 1949 | Vient de paraître                                                       | Jacques Houssin                             |                                           |
| 1949 | Au revoir Monsieur Grock                                                | Pierre Billon                               |                                           |
| 1949 | Adémaï au poteau-frontière                                              | Paul Colline                                |                                           |
| 1949 | Mon ami Sainfoin                                                        | Marc-Gilbert Sauvajon                       |                                           |
| 1949 | Millionnaires d’un jour                                                 | André Hunebelle                             |                                           |
| 1949 | Pas de week-end pour notre amour                                        | Pierre Montazel                             |                                           |
| 1949 | Un certain monsieur                                                     | Yves Ciampi                                 |                                           |
| 1949 | Le Jugement de Dieu                                                     | Raymond Bernard                             |                                           |
| 1950 | Quai de Grenelle                                                        | Emil-Edwin Reinert                          |                                           |
| 1950 | Le Roi du bla bla bla                                                   | Maurice Labro                               |                                           |
| 1950 | Boniface Somnambule                                                     | Maurice Labro                               |                                           |
| 1950 | La Rue sans loi                                                         | Claude Dolbert Marcel Gibaud                |                                           |
| 1950 | L’Amant de paille                                                       | Gilles Grangier                             |                                           |
| 1950 | La Rose rouge                                                           | Marcello Pagliero                           |                                           |
| 1950 | Folie douce                                                             | Jean-Paul Paulin                            |                                           |
| 1950 | Bibi Fricotin                                                           | Marcel Blistène                             |                                           |
| 1950 | Knock                                                                   | Guy Lefranc                                 |                                           |
| 1950 | E piu facile che un camello                                             | Luigi Zampa                                 | Phim Ý                                    |
| 1950 | Prima comunione                                                         | Alessandro Blasetti                         | Phim Ý                                    |
| 1951 | Les Joueurs                                                             | Claude Barma                                | Phim ngắn                                 |
| 1951 | Un Amour de parapluie                                                   | Jean Laviron                                | Phim ngắn                                 |
| 1951 | Boîte à vendre                                                          | Claude-André Lalande                        | Phim ngắn                                 |
| 1951 | Sans laisser d’adresse                                                  | Jean-Paul Le Chanois                        |                                           |
| 1951 | Champions Juniors                                                       | Pierre Blondy                               | Phim ngắn                                 |
| 1951 | 90 degrès à l’ombre                                                     | Norbert Carbonnaux                          | Phim ngắn                                 |
| 1951 | La vie est un jeu                                                       | Raymond Leboursier                          |                                           |
| 1951 | La Passante                                                             | Henri Calef                                 |                                           |
| 1951 | La Poison                                                               | Sacha Guitry                                |                                           |
| 1951 | Pas de vacances pour Monsieur le Maire                                  | Maurice Labro                               |                                           |
| 1951 | Le Dindon                                                               | Claude Barma                                |                                           |
| 1951 | Ma femme est formidable                                                 | André Hunebelle                             |                                           |
| 1951 | Les Loups chassent la nuit                                              | Bernard Borderie                            |                                           |
| 1951 | Le Voyage en Amérique                                                   | Henri Lavorel                               |                                           |
| 1951 | Jeanne avec nous                                                        | Claude Vermorel                             | Phim phát trên truyền hình                |
| 1952 | Les Sept Péchés capitaux                                                | Jean Dréville                               |                                           |
| 1952 | Ils étaient cinq                                                        | Jack Pinoteau                               |                                           |
| 1952 | Les Dents longues                                                       | Daniel Gélin                                |                                           |
| 1952 | Agence matrimoniale                                                     | Jean-Paul Le Chanois                        |                                           |
| 1952 | La Fugue de Monsieur Perle                                              | Pierre Gaspard-Huit                         |                                           |
| 1952 | Week-end à Paris                                                        | Gordon Parry                                |                                           |
| 1952 | Elle et moi                                                             | Guy Lefranc                                 |                                           |
| 1952 | Je l’ai été trois fois                                                  | Sacha Guitry                                |                                           |
| 1952 | Monsieur Taxi                                                           | André Hunebelle                             |                                           |
| 1952 | Monsieur Leguignon Lampiste                                             | Maurice Labro                               |                                           |
| 1952 | Le Huitième Art et la manière                                           | Maurice Regamey                             | Phim ngắn                                 |
| 1952 | Moineaux de Paris                                                       | Maurice Cloche                              |                                           |
| 1952 | L'amour n'est pas un péché                                              | Claude Cariven                              |                                           |
| 1952 | La Putain respectueuse                                                  | Charles Brabant Marcello Pagliero           |                                           |
| 1952 | La Tournée des grands ducs                                              | André Pellenc Norbert Carbonnaux            |                                           |
| 1952 | Tambour battant                                                         | Georges Combret                             |                                           |
| 1952 | Le Sorcier blanc                                                        | Claude Lalande                              |                                           |
| 1952 | Le Grillon du foyer                                                     | Claude Barma                                | Phim phát trên truyền hình                |
| 1953 | Les Compagnes de la nuit                                                | Ralph Habib                                 |                                           |
| 1953 | La Vie d’un honnête homme                                               | Sacha Guitry                                |                                           |
| 1953 | Le Rire                                                                 | Maurice Regamey                             | Phim ngắn                                 |
| 1953 | L’Étrange désir de Monsieur Bard                                        | Géza von Radványi                           |                                           |
| 1953 | Dortoir des grandes                                                     | Henri Decoin                                |                                           |
| 1953 | Au diable la vertu                                                      | Jean Laviron                                |                                           |
| 1953 | Légère et court vêtue                                                   | Jean Laviron                                |                                           |
| 1953 | Capitaine Pantoufle                                                     | Guy Lefranc                                 |                                           |
| 1953 | Le Secret d’Hélène Marimon                                              | Henri Calef                                 |                                           |
| 1953 | Faites-moi confiance                                                    | Gilles Grangier                             |                                           |
| 1953 | Mon frangin du Sénégal                                                  | Guy Lacourt                                 |                                           |
| 1953 | La Servante                                                             | Stellio Lorenzi                             | Phim phát trên truyền hình                |
| 1954 | Poisson d’avril                                                         | Gilles Grangier                             |                                           |
| 1954 | Ah ! Les belles bacchantes                                              | Jean Loubignac                              |                                           |
| 1954 | Le Blé en herbe                                                         | Claude Autant-Lara                          |                                           |
| 1954 | Le Chevalier de la nuit                                                 | Robert Darène                               |                                           |
| 1954 | Les Corsaires du Bois de Boulogne                                       | Norbert Carbonnaux                          |                                           |
| 1954 | Escalier de service                                                     | Carlo Rim                                   |                                           |
| 1954 | Fraternité                                                              | René Lucot                                  | Phim phát trên truyền hình                |
| 1954 | Les hommes ne pensent qu’à ça                                           | Yves Robert                                 |                                           |
| 1954 | Huis Clos                                                               | Jacqueline Audry                            |                                           |
| 1954 | Les Intrigantes                                                         | Henri Decoin                                |                                           |
| 1954 | Mam’zelle Nitouche                                                      | Yves Allégret                               |                                           |
| 1954 | Le Mouton à cinq pattes                                                 | Henri Verneuil                              |                                           |
| 1954 | Papa, maman, la bonne et moi                                            | Jean-Paul Le Chanois                        |                                           |
| 1954 | Les pépées font la loi                                                  | Raoul André                                 |                                           |
| 1954 | Hoàng hậu Margot (La Reine Margot)                                      | Jean Dréville                               |                                           |
| 1954 | Scènes de ménage                                                        | André Berthomieu                            |                                           |
| 1954 | Tourments                                                               | Jacques Daniel-Norman                       |                                           |
| 1955 | Napoléon                                                                | Sacha Guitry                                |                                           |
| 1955 | Ingrid - Die Geschichte eines Fotomodells                               | Géza von Radványi                           | Phim Đức                                  |
| 1955 | Les Impures                                                             | Pierre Chevalier                            |                                           |
| 1955 | L’Impossible Monsieur Pipelet                                           | André Hunebelle                             |                                           |
| 1955 | Les Hussards                                                            | Alex Joffé                                  |                                           |
| 1955 | Si Paris nous était conté                                               | Sacha Guitry                                |                                           |
| 1955 | Frou-Frou                                                               | Augusto Genina                              |                                           |
| 1955 | Mädchen ohne Grenzen                                                    | Géza von Radványi                           | Phim Đức                                  |
| 1956 | La Traversée de Paris                                                   | Claude Autant-Lara                          |                                           |
| 1956 | La Bande à papa                                                         | Guy Lefranc                                 |                                           |
| 1956 | Bonjour sourire                                                         | Claude Sautet                               |                                           |
| 1956 | La Famille Anodin                                                       | André Leroux Marcel Bluwal Arnaud Desjardin | Loạt 8 phim ngắn 45 phút                  |
| 1956 | Bébés à gogo                                                            | Paul Mesnier                                |                                           |
| 1956 | La Loi des rues                                                         | Ralph Habib                                 |                                           |
| 1956 | Courte tête                                                             | Norbert Carbonnaux                          |                                           |
| 1957 | Comme un cheveu sur la soupe                                            | Maurice Regamey                             |                                           |
| 1958 | Taxi, Roulotte et Corrida                                               | André Hunebelle                             |                                           |
| 1958 | Ni vu... Ni connu...                                                    | Yves Robert                                 |                                           |
| 1958 | La Vie à deux                                                           | Clément Duhour                              |                                           |
| 1959 | I Tartassati                                                            | Stefano Vanzina                             | Phim Ý                                    |
| 1959 | Totò, Eva e il pennello proibito                                        | Stefano Vanzina                             | Phim Ý                                    |
| 1959 | Mon pote le gitan                                                       | François Gir                                |                                           |
| 1960 | Certains l’aiment froide                                                | Jean Bastia                                 |                                           |
| 1960 | Les Tortillards                                                         | Jean Bastia                                 |                                           |
| 1960 | Candide ou l’optimisme du XXe siècle                                    | Norbert Carbonnaux                          |                                           |
| 1961 | Le Capitaine Fracasse                                                   | Pierre Gaspard-Huit                         |                                           |
| 1961 | La Belle Américaine                                                     | Robert Dhéry                                |                                           |
| 1961 | Dans l’eau qui fait des bulles                                          | Maurice Delbez                              |                                           |
| 1962 | La Vendetta                                                             | Jean Chérasse                               |                                           |
| 1962 | Le crime ne paie pas                                                    | Gérard Oury                                 |                                           |
| 1962 | Un clair de lune à Maubeuge                                             | Jean Chérasse                               |                                           |
| 1962 | Le Gentleman d’Epsom                                                    | Gilles Grangier                             |                                           |
| 1962 | Nous irons à Deauville                                                  | Francis Rigaud                              |                                           |
| 1962 | Le Diable et les Dix Commandements                                      | Julien Duvivier                             |                                           |
| 1963 | Les Veinards                                                            | Jack Pinoteau                               |                                           |
| 1963 | Pouic-Pouic                                                             | Jean Girault                                |                                           |
| 1963 | Carambolages                                                            | Marcel Bluwal                               |                                           |
| 1964 | Faites sauter la banque                                                 | Jean Girault                                |                                           |
| 1964 | Des pissenlits par la racine                                            | Georges Lautner                             |                                           |
| 1964 | Cảnh sát ở Saint-Tropez (Le Gendarme de Saint-Tropez)                   | Jean Girault                                | Vai cảnh sát trưởng Ludovic Cruchot       |
| 1964 | Fantômas                                                                | André Hunebelle                             | Vai thanh tra Paul Juve                   |
| 1964 | Une souris chez les hommes                                              | Jacques Poitrenaud                          |                                           |
| 1965 | Le Corniaud                                                             | Gérard Oury                                 |                                           |
| 1965 | Fantômas se déchaîne                                                    | André Hunebelle                             | Vai thanh tra Paul Juve                   |
| 1965 | Cảnh sát ở New York (Le Gendarme à New York)                            | Jean Girault                                | Vai cảnh sát trưởng Ludovic Cruchot       |
| 1965 | Les Bons Vivants                                                        | Gilles Grangier Georges Lautner             |                                           |
| 1966 | La Grande Vadrouille                                                    | Gérard Oury                                 |                                           |
| 1966 | Maurice Chevalier                                                       | Mirea Alexandresco                          | Phim tài liệu ngắn                        |
| 1966 | Le Grand Restaurant                                                     | Jacques Besnard                             |                                           |
| 1967 | Fantômas contre Scotland Yard                                           | André Hunebelle                             | Vai thanh tra Paul Juve                   |
| 1967 | Les Grandes Vacances                                                    | Jean Girault                                |                                           |
| 1967 | Oscar                                                                   | Édouard Molinaro                            | Diễn viên Biên kịch                       |
| 1968 | Le Petit Baigneur                                                       | Robert Dhéry                                |                                           |
| 1968 | Le Tatoué                                                               | Denys de La Patellière                      |                                           |
| 1968 | Le Gendarme se marie                                                    | Jean Girault                                | Vai cảnh sát trưởng Ludovic Cruchot       |
| 1969 | Hibernatus                                                              | Édouard Molinaro                            | Diễn viên Biên kịch                       |
| 1970 | L’Homme orchestre                                                       | Serge Korber                                |                                           |
| 1962 | Un clair de lune à Maubeuge                                             | Jean Chérasse                               |                                           |
| 1970 | Le Gendarme en balade                                                   | Jean Girault                                | Vai cảnh sát trưởng Ludovic Cruchot       |
| 1970 | Sur un arbre perché                                                     | Serge Korber                                |                                           |
| 1971 | La Folie des grandeurs                                                  | Gérard Oury                                 | Dựa theo vở kịch Ruy Blas của Victor Hugo |
| 1971 | Jo                                                                      | Jean Girault                                |                                           |
| 1973 | Les Aventures de Rabbi Jacob                                            | Gérard Oury                                 |                                           |
| 1976 | L’Aile ou la cuisse                                                     | Claude Zidi                                 |                                           |
| 1978 | La Zizanie                                                              | Claude Zidi                                 |                                           |
| 1979 | Cảnh sát và người ngoài hành tinh (Le Gendarme et les extra-terrestres) | Jean Girault                                | Vai cảnh sát trưởng Ludovic Cruchot       |
| 1980 | Lão hà tiện (L’Avare)                                                   | Jean Girault Louis de Funès                 | Diễn viên Đồng đạo diễn                   |
| 1981 | La Soupe aux choux                                                      | Jean Girault                                | Diễn viên Biên kịch                       |
| 1982 | Le Gendarme et les gendarmettes                                         | Jean Girault Tony Aboyantz                  | Vai cảnh sát trưởng Ludovic Cruchot       |

## Kịch tham gia
- 1926: Le royal Dindon
- 1944: L’Amant de paille
- 1945: La Maison de Bernarda Alba
- 1946: Winterset
- 1948: Thermidor
- 1949: Un tramway nommé Désir
- 1951: Dominique et Dominique
- 1952: La Puce à l'oreille
- 1952: Bouboute et Sélection
- 1952: Sans cérémonie
- 1953: Ah ! Les belles bacchantes
- 1955: Ornifle
- 1955: Nekrassov
- 1955: Poppi
- 1957: Faisons un rêve
- 1959: Oscar
- 1961: Oscar
- 1962: La Grosse Valse
- 1971: Oscar
- 1972: Oscar
- 1973: La Valse des toréadors